# Steen Jonsson Agger
Steen Jonsson Agger (født 20. juli 1955 i Aarhus) er formand for Silkeborg Højskoles bestyrelse og viceskoleleder på Bakkeskolen i Hørning.
Han er tidligere medlem af Århus Amtsråd for Det Radikale Venstre (1990-1997), medlem af Den Videnskabsetiske Komite for Århus Amt (1998-2007), formand for komiteen og medlem af Den Centrale Videnskabsetiske Komite (2002-2007).
Medlem af bestyrelsen for Center for Bioetik og Nanoetik ved Aarhus Universitet samt formand for Udvalg vedr. kompetenceudvikling inden for klinisk etiske drøftelser om organdonation under Dansk Center for Organdonation.